# براتكو بيبيتش
براتكو بيبيتش Bratko Bibič (ولد عام 1957) هو عازف أكورديون سلوفيني. 

## حياته
بدأ حياته بعزف موسيقى الروك. وعزف في فرقتي نيمال وبيغنغراد في الثمانينات، وهاتان الفرقتان مزجتا الموسيقى الشعبية السلوفينية بموسيقى الروك.

## روابط خارجية
- براتكو بيبيتش على موقع IMDb (الإنجليزية)
- براتكو بيبيتش على موقع ميوزك برينز (الإنجليزية)
- براتكو بيبيتش على موقع أول ميوزيك (الإنجليزية)
- براتكو بيبيتش على موقع ديسكوغز (الإنجليزية)